# Lara Mandić
Lara Mandić (in serbo Лaрa Мaндић?; Banja Luka, 23 aprile 1974) è un'ex cestista serba, fino al 2002 jugoslava.

## Carriera
Con la Jugoslavia ha disputato i Campionati mondiali del 2002 e tre edizioni dei Campionati europei (1997, 1999, 2001).
Con la Serbia e Montenegro ha disputato i Campionati europei del 2003.